# 나가노 신칸센 차량 센터
나가노 신칸센 차량 센터(일본어: 長野新幹線車両センター)는 일본 나가노현 나가노시에 있는 신칸센 차량 사업소이다. 일본 고속 철도 신칸센을 운행하는 신칸센 E7계 전동차의 정비 및 관리를 담당한다.

## 업무
- 신칸센 E7계 전동차 중정비 및 관리

## 사건 및 사고

### 나가노 신칸센 차량 센터 차량 침수 사건
- 2019년 10월, 태풍 하기비스의 영향으로 나가노 신칸센 차량 센터에 있던 신칸센 E7계·W7계 전동차의 동일본여객철도 8개 편성과 서일본여객철도 2개 편성이 침수되었다. 이에 따라 해당 편성들은 폐차하기로 결정되었다.[1]